# Viên Lập
Viên Lập  (tiếng Anh: Yuan Li, tiếng Trung: 袁立; bính âm: Yuán Lì; sinh ngày 12 tháng 7 năm 1973) là một nữ diễn viên người Trung Quốc. Cô là chủ nhân của hai giải thưởng danh giá trong làng truyền hình Hoa Ngữ là giải Kim Ưng và giải Bạch Ngọc Lan đều cho Nữ diễn viên phụ xuất sắc nhất, lần lượt cho hai bộ phim Never Close Eyes và Pure Sentiment.

## Phim

### Truyền hình
| Năm  | Tên                              | Tên gốc                | Vai diễn                 | Ghi chú   |
| ---- | -------------------------------- | ---------------------- | ------------------------ | --------- |
| 1994 | Phi lai hoành phúc               | 《飞来横福》           |                          | Khách mời |
| 1996 | Anh hùng không hối hận           | 《英雄无悔》           | Ngô Nhân Nhân            |           |
| 1996 | Hán cung phi yến                 | 《汉宫飞燕》           | Triệu Hợp Đức            |           |
| 1996 | Lôi vũ                           | 《雷雨》               | Em họ của Lam            | Khách mời |
| 1997 | Bí ẩn Đền Famen                  | 《法门寺猜想》         | Y Xuân                   |           |
| 1998 | Never Close the Eyes             | 《永不瞑目》           | Âu Dương Lan Lan         |           |
| 1998 | Tương lai lộng lẫy               | 《锦绣前程》           | Triệu Lôi                |           |
| 1999 | Đất mẹ thân yêu của tôi          | 《我亲爱的祖国》       | Cao Bảo Sắt              |           |
| 1999 | Đương đầu với cái chết           | 《致命邂逅》           | Đỗ Lạp Lạp               |           |
| 1999 | Bản lĩnh Kỉ Hiểu Lam             | 《铁齿铜牙纪晓岚》     | Đỗ Tiểu Nguyệt           |           |
| 2001 | Gặp gỡ tuổi trẻ                  | 《相约青春》           | Mã Diệp Diệp             |           |
| 2001 | Lỗ đen                           | 《黑洞》               | Phùng Lôi Lôi            |           |
| 2001 | Bản lĩnh Kỉ Hiểu Lam II          | 《铁齿铜牙纪晓岚2》    | Đỗ Tiểu Nguyệt           |           |
| 2002 | Linh lung nữ                     | 《玲珑女》             | Bạch Phượng Y            |           |
| 2002 | Đằng sau hào quang               | 《浮华背后》           | Mạc Phỉ                  |           |
| 2002 | Đề tiếu nhân duyên               | 《啼笑因缘》           | Thẩm Phương Hỉ, Hà Lệ Na |           |
| 2004 | Chiêu quân xuất tắc              | 《昭君出塞》           | Chuyên Cừ                |           |
| 2004 | Sigh of His Highness             | 《一生为奴》           | Từ Hi Thái hậu           |           |
| 2004 | Câu chuyện của Trác Nhĩ          | 《卓尔的故事》         | Trác Nhĩ                 |           |
| 2005 | Con gái của đại tá               | 《大校的女儿》         | Hàn Lâm                  |           |
| 2006 | My Home in Huanshang             | 《家在洹上》           | Trương Bảo Liên          |           |
| 2006 | Món quà của tình yêu             | 《爱的礼物》           | Lâm Kiều                 |           |
| 2007 | Vua Thượng Hải                   | 《上海王》             | Tiểu Nguyệt Quế          |           |
| 2008 | Mẫu nghi thiên hạ                | 《母仪天下》           | Vương Chính Quân         |           |
| 2008 | Trang viên Mưu                   | 《牟氏庄园》           | Khương Chấn Quắc         |           |
| 2008 | Bản lĩnh Kỉ Hiểu Lam 4           | 《铁齿铜牙纪晓岚4》    | Đỗ Tiểu Nguyệt           |           |
| 2009 | Người bạn                        | 《朋友一场》           | Đỗ Hỉ Mai                |           |
| 2009 | Cuộc chiến bảo vệ hôn nhân       | 《婚姻保卫战》         | Lan Tâm                  |           |
| 2010 | Trung Quốc năm 1945: Trùng Khánh | 《中国1945之重庆风云》 | Tống Khánh Linh          |           |
| 2011 | Cực phẩm Nam Nữ                  | 《极品男女》           | Chu Đồng                 |           |
| 2011 | Mẫu thân, mẫu thân               | 《母亲，母亲》         | Kim Quốc Tú              |           |

### Điện ảnh
| Năm  | Tên tiếng Anh                  | Tên tiếng Trung | Vai diễn     | Ghi chú |
| ---- | ------------------------------ | --------------- | ------------ | ------- |
| 1993 | Đội Phi Hổ                     | 《飞虎队》      | Tiểu Thanh   |         |
| 1994 | Nữ nhân hoa                    | 《女人花》      | Yên Chi      |         |
| 1997 | An Unusual Love                | 《非常爱情》    | Shu Xin      |         |
| 2000 | A Storm in a Teacup            | 《大惊小怪》    | Xin Xinxin   |         |
| 2002 | Cảm xúc tuyệt đối              | 《绝对情感》    | An Nhiên     |         |
| 2003 | The Law of Romance             | 《警察有约》    | khách mời    |         |
| 2007 | The Story of Xi'an             | 《西安故事》    | khách mời    |         |
| 2010 | Điều nàng muốn                 | 《我知女人心》  | Yến Ni       |         |
| 2011 |                                | 《大格局》      | Zhang Hanzhi |         |
| 2012 | Thủ lĩnh cuối cùng (phim 2012) | 《大上海》      | Lăng Hỗ Sinh |         |
| 2017 | Love Is a Broadway Hit         |                 |              |         |

## RTham khảo
1. ↑  张国立袁立李亚鹏黄圣依 揭最雷人的荧幕情侣. Chinadaily (bằng tiếng Trung). 2014.
2. ↑  盘点大牌女星吸烟豪放照 袁立派头似大姐大(图). NEN (bằng tiếng Trung). 2014. Bản gốc lưu trữ ngày 19 tháng 9 năm 2016. Truy cập ngày 14 tháng 7 năm 2017.